# Родригес, Ариэль Франсиско
Ариэль Франсиско Родригес Арайя (исп. Ariel Francisco Rodríguez Araya; 27 сентября 1989, Сан-Хосе, Коста-Рика) — коста-риканский футболист, нападающий клуба «Депортиво Саприсса» и сборной Коста-Рики.

## Клубная карьера

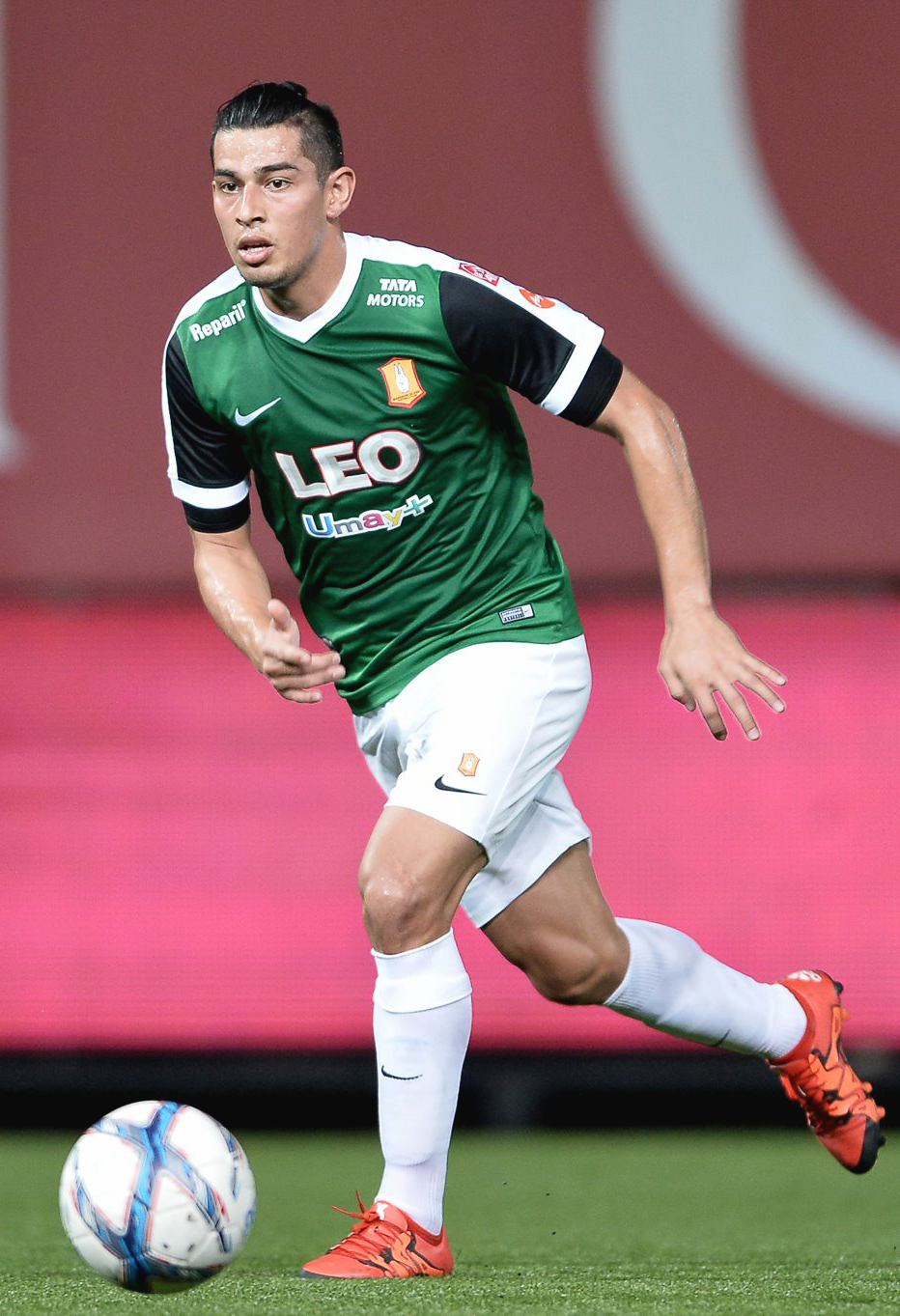
Родригес в составе «Бангкок Гласс»

В 2009 году Родригес начал карьеру в клубе «Сантос де Гуапилес». 16 августа в матче против «Универсидад Коста-Рика» он дебютировал в чемпионате Коста-Рики. В начале 2012 года Ариэль перешёл в «Пунтаренас». 15 января в матче против «Саприссы» он дебютировал за новую команду. В этом же поединке Родригес забил свой первый гол за «Пунтаренас». Вторую половину года Ариэль выступал за «Белен». В сентябре Ариэль перешёл в «Саприссу». 24 сентября в матче против «Лимона» он дебютировал за новую команду. 13 января 2013 года в поединке против «Сан-Карлоса» Родригес забил свой первый гол за «Саприссу». В 2014 году в поединках Лиги чемпионов КОНКАКАФ против никарагуанского «Реал Эстели» и американского «Спортинг Канзас-Сити» он забил пять мячей. 22 марта 2015 года в матче против своего бывшего клуба «Сантос де Гуапилес» Ариеэль сделал хет-трик. В 2015 году о стал лучшим бомбардиром национального первенства. В составе «Саприссы» Родригес трижды выиграл чемпионат, а также завоевал Кубок Коста-Рики.
В начале 2016 года Ариэль перешёл в тайский «Бангкок Гласс». 6 марта в матче против «Самут Пракан» он дебютировал в чемпионате Таиланда. В этом же поединке Родригес сделал «дубль», забив свои первые гол за «Бангкок Гласс».

## Международная карьера
19 января 2013 года в матче Центральноамериканского кубка против сборной Белиза Родригес дебютировал за сборную Коста-Рики. 28 мая 2016 года в товарищеском матче против сборной Венесуэлы Ариэль забил свой первый гол за национальную команду.
В 2017 году Родригес стал бронзовым призёром Золотого кубка КОНКАКАФ. На турнире он сыграл в матчах против сборных Французской Гвианы и Панамы. В поединке против гвианцев Ариэль забил гол.

### Голы за сборную Панамы
| #   | Дата         | Место                                      | Противник          | Счёт | Результат | Соревнование                |
| --- | ------------ | ------------------------------------------ | ------------------ | ---- | --------- | --------------------------- |
| 01. | 28 мая 2016  | Национальный стадион, Сан-Хосе, Коста-Рика | Венесуэла          | 2:1  | 2:1       | Товарищеский матч           |
| 02. | 14 июля 2017 | Тойота Стэдиум, Даллас, США                | Французская Гвиана | 1:0  | 3:0       | Золотой кубок КОНКАКАФ 2017 |

## Достижения
Клубные
 «Саприсса»
- Чемпионат Коста-Рики по футболу — Зимний чемпионат 2014
- Чемпионат Коста-Рики по футболу — Летний чемпионат 2014
- Чемпионат Коста-Рики по футболу — Зимний чемпионат 2015
- Чемпионат Коста-Рики по футболу — Летний чемпионат 2018
- Чемпионат Коста-Рики по футболу — Летний чемпионат 2020
- Чемпионат Коста-Рики по футболу — Летний чемпионат 2021
- Обладатель Кубка Коста-Рики — 2013

Международные
 Коста-Рика
- Центральноамериканский кубок — 2013
- Золотой кубок КОНКАКАФ — 2017

Индивидуальные
- Лучший бомбардир чемпионата Коста-Рики (20 мячей) — Зимний чемпионат 2015